# صورة مصغرة

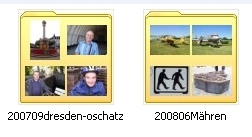
تُستخدم الصويرة لعرض عينة من ملفات الصور داخل مجلد على نظام تشغيل الحاسوب

الصورة المصغرة أو عقلة الإصبع (بالإنجليزية: thumbnail)‏ هي نسخ مصغرة من الصور أو مقاطع الفيديو، تُستخدم للمساعدة في التعرف عليها وتنظيمها ، وتخدم نفس الدور للصور كما يفعل فهرس النص العادي للكلمات. في عصر الصور الرقمية، عادةً ما تستخدم محركات البحث المرئية وبرامج تنظيم الصور الصويرات، كما تفعل معظم أنظمة التشغيل الحديثة أو بيئات سطح المكتب، مثل مايكروسوفت ويندوز و ماك أو.إس و كدي ( لِينُكس ) و جنوم ( لِينُكس ). كما تعمل الصويرات على صفحات الويب، على تجنب الحاجة إلى تنزيل ملفات أكبر دون داع.